# Първич (Крък)
Вижте пояснителната страница за други значения на Първич.
Първич (на хърватски: Prvić) е малък хърватски остров в залива Кварнер в Адриатическо море, влизащ в състава на Сенския архипелаг.

## Общи сведения
В административно отношение е част от Приморско-горанска жупания. Най-близкият град е Сен. Източно от Първич протича пролив с ширина около 4 км, отделящ го от континенталното крайбрежие. На юг са разположени други два от островите на Сенския архипелаг – Свети Гъргур и Голи Оток, на северозапад е село Башка, кацнало на самия южен край на остров Крък и станало известно с откриването на Башчанската плоча. Селото е отделено от Първич с 800-метровия пролив Сенска врата.
Първич има площ от 12,76 км², дължината му е 7,4 км, а бреговата му линия – 23,12 км. Островът е издължен в посока от северозапад на югоизток. Най-високата му точка е 357 м (Шиповац).

## Флора и фауна
На Първич се срещат 17 вида ендемични растения.
От птичия свят интересен е редкият вид белоглав лешояд, чиято численост на острова е втората по големина по Адриатическото крайбрежие след тази на Црес. Тук гнездят също скалният орел, червеногушият гмуркач и черногушият гмуркач.
Първич е защитен като биологически резерват от 1972 г..

## Население
Последният обитател на Първич е пазачът на морския фар Стражница, който напуска острова през 1974 г. Оттогава на него няма постоянно население и той се нарежда на второ място по големина сред необитаемите хърватски острови веднага след Жут. Любопитно е, че до 2003 г. се смята, че именно Първич е най-големият необитаем остров в страната, но след като са направени по-прецизни измервания се оказва, че площта на Жут е с 2 км² повече от тази на Първич.

## Забележителности
Несъмнено най-голямата забележителност на острова е неговият морски фар, наречен Стражница. Той се намира на най-северната му точка, на носа Брезонин, и има голямо значение за ориентирането на корабите в пролива Сенска врата. Фарът е построен през 1875 г., има 5-метрова кула и малка къща към него. От 1974 г. той е на автоматичен режим и не се налага да се извършват наблюдения на място. От 1993 г. захранването му става с екологично чисти слънчеви батерии.